# Gammarus obruki
Gammarus obruki is een vlokreeftensoort uit de familie van de Gammaridae. De wetenschappelijke naam van de soort is voor het eerst geldig gepubliceerd in 2012 door Murat Özbek. Özbek trof de soort aan in de İnderesi Cave in de provincie  Bartın in Turkije. 
De soort behoort tot de Gammarus pulex-groep. Hij onderscheidt zich van andere soorten onder andere door de aanwezigheid een zeer lange antenne.